# Pseudopterobryum tenuicuspis
Pseudopterobryum tenuicuspis är en bladmossart som beskrevs av Brotherus 1929. Pseudopterobryum tenuicuspis ingår i släktet Pseudopterobryum och familjen Pterobryaceae. Inga underarter finns listade i Catalogue of Life.